# Santana III
Santana ist das dritte Studioalbum der Latin-Rock-Band Santana aus San Francisco. Zur Unterscheidung vom ebenfalls Santana betitelten Debütalbum wird es auch als Santana III oder The Third Album bezeichnet. Es wurde im September 1971 bei Columbia Records veröffentlicht.

## Das Album
Nach der Veröffentlichung von Abraxas kam der 17-jährige Neal Schon zur Band. Santana III ist das erste Album, auf dem der spätere Gitarrist von Journey zu hören ist. Auf den beiden als Singles ausgekoppelten Liedern, Everybody’s Everything und No One to Depend On, die die Plätze 12 und 36 in den US-Charts erreichten, ist er mit Gitarrensoli vertreten. Weitere Verstärkungen waren Thomas „Coke“ Escovedo, der den erkrankten Perkussionisten José “Chepitó” Areas zeitweilig ersetzen sollte, die Bläsergruppe der Jazzfunk-Band Tower of Power bei Everybody’s Everything und der Trompeter Luis Gasca beim Tito-Puente-Cover Para los Rumberos. Das Album war das letzte Album der Woodstock-Besetzung im „klassischen“ Santana-Latin-Rock-Sound, bevor es mit Caravanserai zu personellen Wechseln und einer stärkeren Fokussierung auf den Jazzrock kam.

## Rezeption
Santana stand 1971 auf Platz 1 der Billboard 200 in den USA. Es dauerte 28 Jahre, bis Carlos Santana mit Supernatural wieder ein Nummer-Eins-Album veröffentlichte.
Ralph J. Gleason sieht in der Zeitschrift Rolling Stone das Album auf dem Weg seiner beiden Vorgänger, doch ohne deren schwachen Momente. Die Bläsergruppe der Band Tower of Power und den Trompeter Luis Gasca hält er passend für diese Art Musik.
Für Thom Jurek von allmusic steht das Album unverdienter Weise im Schatten seines legendären Vorgängers Abraxas. Die beiden Leadgitarren machten die Band roher, dunkler und kraftvoller. Das Album sei „essentieller“ Santana. Er gab dem Album viereinhalb von fünf möglichen Sternen.

## Titelliste

### Seite 1
1. Batuka (G. Rolie / J. Areas / D. Brown / M. Carabello / M. Shrieve) – 3:34
2. No One to Depend On (G. Rolie / M. Carabello / C. Escovedo) – 5:31
3. Taboo (J. Areas / G. Rolie) – 5:34
4. Toussaint L’Overture * (C. Santana / G. Rolie / J. Areas / D. Brown / M. Carabello / M. Shrieve) – 5:57

* Santanas Schreibweise des haitianischen Nationalhelden Toussaint Louverture

### Seite 2
1. Everybody’s Everything (C. Santana / Tyrone Moss / D. Brown) – 3:33
2. Guajira (D. Brown / J. Areas / R. Reyes) – 5:45
3. Jungle Strut (G. Ammons) – 5:23
4. Everything’s Coming Our Way (C. Santana) – 3:15
5. Para los Rumberos (T. Puente) – 2:51

### CD (1998)
Die CD von 1998 enthält zusätzlich folgende Bonus-Tracks (live aufgenommen am 4. Juli 1971 im Fillmore West):
1. Batuka (G. Rolie / J. Areas / D. Brown / M. Carabello / M. Shrieve) – 3:41
2. Jungle Strut (G. Ammons) – 5:59
3. Gumbo (C. Santana / G. Rolie) – 5:26

### Legacy Edition 2006
Die Doppel-CD-Veröffentlichung von 2006 enthält zusätzlich die Titel:

#### CD 1
Die Titel der LP und
1. Gumbo – 4:24
2. Folsom Street – 7:08
3. Banbeye – 10:21
4. No One to Depend On (Single-Version) – 3:13

#### CD 2
Live at the Fillmore West, 4. Juli 1971
1. Batuka – 3:47
2. No One to Depend On – 5:29
3. Toussaint L'Overture – 6:10
4. Taboo – 5:10
5. Jungle Strut – 5:49
6. Black Magic Woman / Gypsy Queen – 6:15
7. Incident at Neshabur – 5:28
8. In a Silent Way – 6:55
9. Savor – 3:35
10. Para los Rumberos – 3:41
11. Gumbo – 5:26

## Nachweise
1. 1 2  Santana in den US-Charts bei AllMusic (englisch)
2. 1 2  Santana bei AllMusic (englisch)
3. ↑  Artikel im Examiner über Santanas fünf beste Alben
4. ↑  Ralph J. Gleason im Rolling Stone über Santana III
5. ↑  Titel der CD bei discogs